# Ruggero Falanga
Ruggero Falanga (Taormina, 1914 – Milano, 1970) è stato un pittore italiano attivo nella seconda metà del Novecento. 
La sua ricerca artistica si è sviluppata tra la Sicilia e Milano, dove entrò in contatto con figure della cultura come Elio Vittorini e Salvatore Quasimodo, frequentazioni che influenzarono la sua riflessione etico-spirituale sull'arte.

## Biografia
Falanga nasce a Taormina nel 1914. Si trasferisce a Torino nel secondo dopoguerra, dove espone alla Galleria Gissi (1947, 1950, 1952) con presentazioni di Angelo Dragone e al Circolo degli Artisti. È documentato alla 105ª Esposizione Nazionale d’Arte – Promotrice torinese del 1949, tenutasi a Palazzo Chiablese. Nel 1958 torna alla Galleria Gissi con una mostra personale.
A Milano stringe rapporti con il critico Giorgio Kaisserlian e viene sostenuto da Padre Arcangelo Favaro, direttore della Galleria San Fedele, dove espone nel 1960, 1963 e 1969. Nel 1961 tiene una personale alla Galleria Il Milione, con testo critico di Raffaele De Grada.
Nel 1978 Carlo Ludovico Ragghianti gli dedica una mostra monografica a Palazzo Strozzi a Firenze, riconoscendone l’alto valore intellettuale e artistico. Seguiranno due importanti retrospettive: nel 1986 all’ex chiesa di Sant’Agostino a Taormina e nel 1988 alla Galleria Comunale d’Arte di Cagliari, entrambe con testi di De Grada.
Nel 1971, un nucleo di opere fu donato alla Provincia di Torino e destinato alla Biblioteca di Storia e Cultura del Piemonte “Giuseppe Grosso”. Un autoritratto di Falanga è incluso nella collezione di autoritratti raccolta da Raimondo Rezzonico ed entrata a far parte della collezione degli Uffizi nel 2005 tramite donazione.
Le sue opere sono inoltre documentate nel Catalogo Generale dei Beni Culturali, con sede a Torino presso Palazzo Cisterna. Altre opere sono presenti nella collezione permanente del Museo MAN di Nuoro.

## Poetica e critica
Celebre la frase che l’artista scrisse sul muro della sua casa in via Solferino a Milano: «Io cerco qualcosa che è come la luce di Dio».
Critici come Carlo Ludovico Ragghianti, Raffaele De Grada, Geoffrey Hinton e Padre Arcangelo Favaro hanno riconosciuto nella sua pittura un'esigenza espressiva di ordine etico, esistenziale e spirituale.
Tra le poche testimonianze dirette dell’artista si conserva un'affermazione giovanile, dove Falanga dichiara: «Io non credo nell’istinto come generatore assoluto di un fatto d’arte ma solo come primo movente (voglia o desiderio). Poi subentra il pensamento […] e l’opera, quasi a sentire odor di terra».
La critica ha spesso rilevato come la sua ricerca si muova ai margini dei movimenti artistici italiani del secondo dopoguerra. Pur formatosi nella Torino di Casorati e dei Sei, Falanga non aderisce a quella cultura visiva, preferendo attingere a suggestioni arcaiche – dall’arte vascolare siculo-greca fino a riferimenti precolombiani – e a un’espressività segnata da elementi infantili, onirici e simbolici. In questo senso è stato accostato a figure come Dubuffet, Fautrier, Wols o Hundertwasser, ma senza derivazioni dirette.
Raffaele De Grada, che conobbe personalmente Falanga a Milano nel 1968 su segnalazione di Elio Vittorini, ne sottolineò l’originalità assoluta e l’indipendenza dalle correnti del tempo. Descrisse il suo studio come “un sacrario barbarico primordiale”, e definì l’artista un esempio di arte «non realista», viscerale e radicale, capace di evocare un primitivismo magico nel cuore della modernità.

## Mostre principali
- Galleria Gissi, Torino, 1947 – Mostra personale (Angelo Dragone)
- Galleria Gissi, Torino, 1950 – Mostra personale (Angelo Dragone)
- Galleria Gissi, Torino, 1952 – Mostra personale (Angelo Dragone)
- Circolo degli Artisti, Torino, 1954 – Mostra personale (Bartolomeo Gallo)
- Galleria San Fedele, Milano, 1960 – Mostra personale (Padre Favaro)
- Galleria Il Milione, Milano, 1961 – Mostra personale (Raffaele De Grada)
- Galleria San Fedele, Milano, 1963 – Mostra collettiva
- Galleria San Fedele, Milano, 1969 – Mostra personale
- Palazzo Strozzi, Firenze, 1978 – Mostra personale (Carlo Ludovico Ragghianti)
- Ex Chiesa Sant'Agostino, Taormina, 1986 – Mostra personale (Raffaele De Grada)
- Galleria Comunale d'Arte, Cagliari, 1988 – Mostra personale (Raffaele De Grada)
- Casa Chironi, Nuoro, 2007 – Mostra retrospettiva

## Presenze in collezioni pubbliche
- Galleria degli Uffizi, Firenze – autoritratto (Collezione Rezzonico, 2005, donazione)
- Provincia di Torino – opere donate nel 1971[15]
- Catalogo generale dei Beni Culturali, Torino – Palazzo Cisterna Alcune delle sue opere sono oggi conservate nel Palazzo del Pozzo della Cisterna a Torino.

Una delle sue opere è inoltre conservata presso il [Museo MAN di Nuoro](https://www.museoman.it/) ed è catalogata ufficialmente nel [Catalogo Generale dei Beni Culturali](https://catalogo.beniculturali.it/) del Ministero della Cultura italiano (scheda n. [0100210723](https://dati.beniculturali.it/lodview-arco/resource/HistoricOrArtisticProperty/0100210723.html)).